# NGC 6357
NGC 6357 is een emissienevel in het sterrenbeeld Schorpioen. De nevel ligt 8000 lichtjaar van de Aarde verwijderd en werd op 8 juni 1837 ontdekt door de Britse astronoom John Herschel. In de nevel bevindt zich de open sterrenhoop Pismis 24, die enige van de meest massieve sterren bevat die bekend zijn.

## Synoniemen
- ESO 392-SC10
- CED 142